# (13553) Masaakikoyama
(13553) Masaakikoyama est un astéroïde Amor de classe II découvert le 2 mai 1992 par Tsutomu Seki à Geisei. Il est nommé d'après le joueur de baseball japonais Masaaki Koyama (en).